# ليلاني سارلي
ليلاني سارلي (بالإنجليزية: Leilani Sarelle)‏ هي ممثلة أمريكية، ولدت في 28 سبتمبر 1966 بكاليفورنيا في الولايات المتحدة.

## أعمال

### أفلام
- (1990) أيام الرعد[4]
- (1992) غريزة أساسية[5][6][7]
- (1993) الحصاد

## وصلات خارجية
- ليلاني سارلي على موقع IMDb (الإنجليزية)
- ليلاني سارلي على موقع ألو سيني (الفرنسية)
- ليلاني سارلي على موقع أول موفي (الإنجليزية)
- ليلاني سارلي على موقع قاعدة بيانات الأفلام السويدية (السويدية)
- ليلاني سارلي على موقع قاعدة بيانات الفيلم (الإنجليزية)
- ليلاني سارلي على موقع كينوبويسك (الروسية)